# Xiang Gang zhi zao
Made in Hong Kong (香港製造) é um filme de Hong Kong de 1997, escrito e dirigido por Fruit Chan, produzido por Andy Lau e estrelado por Sam Lee, Yim Hui-Chi, Wenders Li, e Tam Ka-Chuen.  O filme ganhou o prêmio de Melhor Filme em 1998 no Hong Kong Film Awards, juntamente com 13 outras vitórias e 6 nominações.
O filme é feito a partir de bobinas de filme residual e, como tal, tem um custo muito baixo de produção, mesmo para um filme independente.

## Elenco e papéis
- Sam Lee - To Chung-Chau, 'Moon'
- Neiky Yim Hui-Chi - Lam Yuk-Ping, 'Ping'
- Wenders Li - Ah-Lung, 'Sylvester' (creditado como Wenbers Li Tung-Chuen)
- Amy Tam Ka-Chuen - Hui Bo San, 'Susan'
- Carol Lam Kit-Fong - Mrs. Lam, Mãe de Ping
- Doris Chow Yan-Wah - Mrs. To, Mãe de Moon
- Siu Chung - Ms. Lee, assistente social
- Chan Tat-Yee - Fat Chan
- Wu Wai-Chung - Keung
- Sang Chan - 'Big Brother', Cheung Siu-Wing
- Kelvin Chung - Doutor
- Ah Ting - Pai de Moon
- Jessica - Atual esposa do pai de Moon
- Ah Wai - Assassino de skate
- Ho B-Chai - Estudante masculino